# Listă de ambasadori în Republica Moldova
Aceasta este o listă de ambasadori în Republica Moldova.

## Albania
- Donika Hoxha (16 octombrie 2019 - prezent)[1]

## Algeria
- Hocine Boussouara (25 august 2015 - prezent) [1]

## Argentina
- Felipe Alvarez de Toledo (29 septembrie 2017 - prezent) [1]

## Armenia
- Jivan Movsisyan (26 ianuarie 2017 - prezent) [1]

## Australia
- Bruce Kevin Jeffrey Edwards [1]

## Austria
- Christine Freilinger (7 iulie 2016 - prezent) [1]

## Azerbaidjan
- Gudsi Dursun oglu Osmanov (12 octombrie 2016 - prezent) [1]

## Bangladesh
- Muhammad Mahfuzur Rahman (23 martie 2017 - prezent) [1]

## Belarus
- Anatoli Kalinin (21 mai 2020 - prezent) [1]

## Belgia
- Philippe Benoit (27 noiembrie 2019 - prezent) [1]

## Benin
- Noukpo Clément Kiki (12 iunie 2019 - prezent) [1]

## Bosnia și Herțegovina
- Biljana Gutic-Bjelica (21 februarie 2020 - prezent) [1]

## Brazilia
- Oswaldo Biato Junior (26 ianuarie 2017 - prezent) [1]

## Bulgaria
- Evgueni Stoytchev (19 iunie 2019 - prezent) [1]

## Burkina Faso
- Brahima Sere [1]

## Canada
- Kevin Hamilton [1]

## China
- Zhang Yinghong (25 august 2015 - prezent) [1]

## Columbia
- Javier Darío Higuera Ángel (7 noiembrie 2018 - prezent) [1]

## Croația
- Marija Kapitanovic (5 septembrie 2016 - prezent) [1]

## Cuba
- Natacha Dias Aguilera [1]

## Cipru
- Filippos K. Kritiotis [1]

## Cehia
- Jaromír Plíšek (1997 - 2001)[2]
- Zdeněk Krejci (28 aprilie 2016 - septembrie 2024) [1]
- Jaromír Plíšek (din septembrie 2024)[3]

## Danemarca
- Søren Jensen (12 decembrie 2018 - prezent) [1]

## Ecuador
- Julio Cesar Prado Espinosa [1]

## Egipt
- Salah El-Din A. El-Sadek Ahmed (28 noiembrie 2017 - prezent) [1]

## Estonia
- Ingrid Kressel Vinciguerra (21 februarie 2020 - prezent) [1]

## Ambasadorul UE
- Peter Michalko (1 septembrie 2017 - prezent) [1]

## Etiopia
- Alemayehu Tegenu [1]

## Finlanda
- Marjut Akola (16 octombrie 2016 - prezent) [1]

## Franța
- Pascal Le Deunff (21 decembrie 2017 - prezent) [1]

## Georgia
- Merab Vashakidze (10 ianuarie 2017 - prezent) [1]

## Germania
- Margret Uebber (2022 - prezent) [1]

## Ghana
- Lesley Akyaa Opoku-Ware (18 aprilie 2019 - prezent) [1]

## Guatemala
- Gustavo Adolfo Lopez-Calderon (12 iunie 2019 - prezent) [1]

## Guineea
- Mohamed Keita [1]

## Grecia
- Sofia Grammata [1]

## Sfântul Scaun
- Monsignor Miguel Maury Buendia (3 martie 2016 - prezent) [1]

## Ungaria
- Sándor Szabo (18 octombrie 2018 - prezent) [1]

## India
- Thanglura Darlong (8 august 2018 - prezent) [1]

## Indonezia
- Amhar Azeth [1]

## Iran
- Manouchehr Moradi (12 iunie 2019 - prezent) [1]

## Irlanda
- Paul Mcgarry (21 februarie 2020 - prezent) [1]

## Israel
- Eliav Belotsercovsky (27 noiembrie 2019 - prezent) [1]

## Italia
Valeria Biagiotti (26 ianuarie 2017 - prezent) 

## Japonia
- Katayama Yoshihiro (21 februarie 2020 - prezent) [1]

## Iordania
- Sufyan Qudah [1]

## Kazahstan
- Samat Ordabayev (23 martie 2017 - prezent) [1]

## Coreea
- Ki-chang Kwon (27 noiembrie 2017 - prezent) [1]

## Kuweit
- Talal Mansour Alhajeri (29 septembrie 2017 - prezent) [1]

## Kârgâzstan
- Zhusupbek Sharipov (12 decembrie 2018 - prezent) [1]

## Lituania
- Uldis Mikuts (18 aprilie 2019 - prezent) [1]

## Liban
- Rana Mokaddem (12 noiembrie 2019 - prezent) [1]

## Macedonia
- Gabriel Atanasov [1]

## Malaysia
- Tajul Aman bin Mohamad (18 mai 2018 - prezent) [1]

## Malta
- Lino Bianco (12 decembrie 2018 - prezent) [1]

## Mexic
- Daniel Hernandez-Joseph (18 mai 2018 - prezent) [1]

## Mongolia
- Dashjamts Batsaikhan (30 ianuarie 2018 - prezent) [1]

## Muntenegru
- Goran Poleksic (12 iunie 2019 - prezent) [1]

## Maroc
- Hassan Aboyoub (27 noiembrie 2019 - prezent) [1]

## Regatul Țărilor de Jos
- Roelof S. Van Ees (27 noiembrie 2019 - prezent) [1]

## Noua Zeelandă
- Gregory Andrews(30 ianuarie 2018 - prezent) [1]

## Norvegia
- Lise Nicoline Kleven Grevstad (28 noiembrie 2017 - prezent) [1]

## Oman
- Yousuf Issa Al Zadjali (7 mai 2014 - prezent) [1]

## Pakistan
- Mr.Zafar Iqbal [1]

## Panama
- Enrique Antonio Zarak Linares (7 noiembrie 2018 - prezent) [1]

## Peru
- María Eugenia Echeverria Herrera (29 septembrie 2017 - prezent) [1]

## Filipine
- Maria Fe Tanabe Pangilinan(23 martie 2017 - prezent) [1]

## Polonia
- Bartłomiej Zdaniuk (18 octombrie 2017 - prezent) [1]

## Portugalia
- Fernando Teles Fazendeiro (20 septembrie 2018 - prezent) [1]

## România
- Daniel IONIȚĂ (7 iulie 2016 - prezent) [1]

## Rusia
- Oleg Vasnetsov (4 noiembrie 2017 - prezent) [1]

## Arabia Saudită
- Abdulaziz M.A.AL Aaifan (14 iunie 2017 - prezent) [1]

## Serbia
- Branko Brankovic (7 mai 2014 - prezent) [1]

## Slovacia
- Dušan Dacho (28 noiembrie 2017 - prezent) [1]

## Slovenia
- Lea Stancic [1]

## Africa de Sud
- Andre Johannes Groenewald [1]

## Spania
- Manuel Larrotcha Parada (16 octombrie 2019 - prezent) [1]

## Sri Lanka
- Dayan Jayatilleka [1]

## Sudan
- Abdelhafiz Elawad Seedahmed Alfaki (20 septembire 2018 - prezent) [1]

## Suedia
- Anna Lyberg (20 septembrie 2018 - prezent) [1]

## Elveția
- Claude Wild (27 noiembrie 2019 - prezent) [1]

## Siria
- Walid Othoman (24 septembrie 2008 - prezent) [1]

## Tadjikistan
- Fayzullo Kholboboev (23 martie 2017 - prezent) [1]

## Thailanda
- Thanatip Upatising [1]

## Turcia
- Gürol Sokmensuer (2 august 2018 - prezent) [1]

## Turkmenistan
- Kakajan Saparaliyev [1]

## Uganda
- Olwa Johnson Agara (18 aprilie 2019 - prezent) [1]

## Ucraina
- Marko Shevcenko (21 februarie 2020 - prezent) [1]

## Emiratele Arabe Unite
- Salem Ahmed Alkaabi (25 august 2017 - prezent) [1]

## Regatul Unit al Marii Britanii și al Irlandei de Nord
- Steven Mark Fisher (16 octombrie 2019 - prezent) [1]

## Statele Unite ale Americii
- Dereck J. Hogan (2 noiembrie 2018 - prezent) [1]

## Uruguay
- Manuel Gonzalo Vieira Merola (7 mai 2014 - prezent) [1]

## Vietnam
- Nguyen Anh Tuan (18 mai 2018 - prezent)

## Zambia
- Shadreck Luwita (18 aprilie 2019 - prezent)